# 헤리티지 오브 프라이드

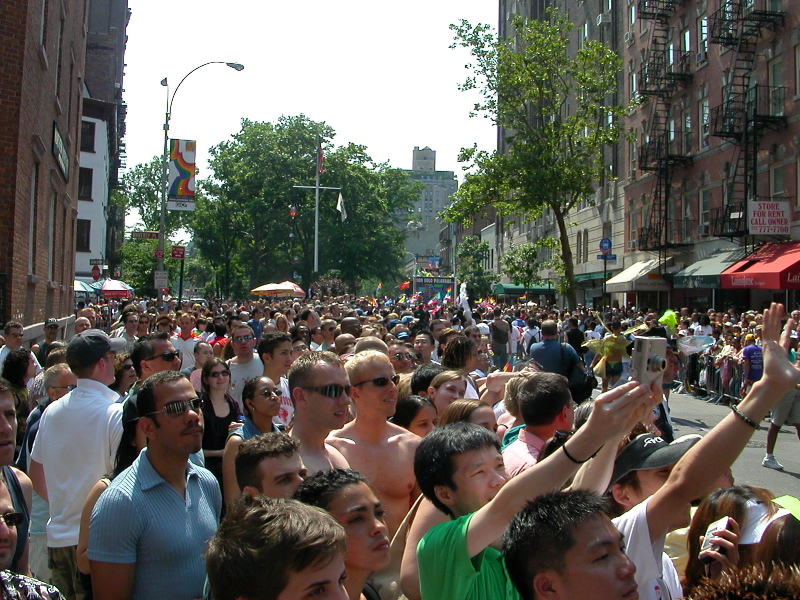
뉴욕시

헤리티지 오브 프라이드(Heritage of Pride, HOP) 또는 NYC 프라이드(NYC Pride)는 뉴욕의 스톤월 항쟁을 기념하는 레즈비언, 게이, 양성애자, 트랜스젠더의 프라이드 행사를 열기 위한 비영리 단체다. NYC LGBT 프라이드(NYC LGBT Pride) 행사에서 "The Rally", "PrideFest", "Rapture", "Dance on the Pier", "The March"의 5가지 행사를 진행한다.

## 같이 보기
- LGBT의 역사